# 오투잼 아날로그
오투잼 아날로그(O2Jam Analog)는 대한민국의 게임 개발사인 (주)모모와 아이두아이앤씨가 세계 최초 온라인 리듬액션 게임인 오투잼을 스마트폰 환경에 맞춰 새롭게 개발하여 재 탄생시킨 스마트폰용 정통 오리지널 리듬액션 게임이다. 2014년 10월 30일 부로 서비스가 종료되었다.

## 게임 방법
오투잼 아날로그는 게임화면에서 내려오는 노트에 맞춰 해당되는 키를 누르는 안드로이드 스마트폰 게임이다.
키를 누르는 타이밍에 따라 EXCELLENT, GOOD, MISS의 3단계로 판정이 나뉜다.
EXCELLENT와 GOOD의 판정을 연속해서 받으면 콤보가 오르며, 잼 콤보를 발동할 수 있는 잼 콤보 게이지가 오른다.
잼 콤보 게이지는 일반 콤보가 오를 때 함께 오르며 잼 콤보 게이지가 1회 가득 차면 X2 잼 콤보, 2회 가득 차면 X3 잼 콤보, 그 이상 가득 차면 X4 잼 콤보를 발동할 수 있다.
잼 콤보는 잼 콤보 발동 조건을 만족했을 때 스마트폰을 흔들거나, 게임화면 좌측 상단의 젬 콤보 게이지를 터치하여 발동할 수 있다.
잼 콤보를 발동하면 해당 배수만큼 콤보 수와 점수가 증가하고, 더 높은 배수의 잼 콤보를 발동할수록 매 노트마다 더 높은 추가 점수를 지급한다.
잼 콤보 게이지의 증가량은 난이도마다 다르며, 곡의 길이가 짧을수록 빠르게 오른다.
노트는 쇼트노트와 롱노트 두가지가 있다. 쇼트노트는 단순히 해당되는 키를 누르면 되나, 롱노트는 길이에 맞춰 그 키를 지속하여 꾹 누르고 있으면 된다. 꾹 누르는 동안 콤보가 지속하여 오르며, 콤보가 오르는 주기는 8Beat마다 1콤보이다.
쇼트노트 기준 EXCELLENT 판정을 받을 시 100점, GOOD 판정을 받을 시 50점을 받는다.
한편, 롱노트 기준 꾹 누르는 동안 EXCELLENT 판정을 받게 되며 매 콤보마다 51점을 얻게 되고, 중간에 터치를 중단하면 MISS 판정을 받는다.
MISS 판정을 받으면 게임화면 왼쪽 상단의 라이프 게이지가 떨어지며 라이프 게이지의 설정값이 0이 되면 플레이 중 자동으로 게임이 끝나는 서바이벌 게이지 방식이다.
해당 곡을 클리어하면 총 획득한 스코어로 랭크를 매기고, 랭크가 높을수록 보상인 젬을 차등 지급받는다.

## 게임 모드
오투잼 아날로그에는 사용하는 키의 개수별로 2키, 4키, 5키의 3개모드가 있고, 게임 난이도에 따라 EASY, NORMAL, HARD의 3개모드가 있다. 키 모드와 난이도 모드는 섞어서 총 가능한 모드의 수는 9가지이다. 기존 오투잼 온라인에서 제공되던 게임 모드는 현재 오투잼 아날로그에선 적용할 수 없다.

## 게임 시스템
오투잼 아날로그는 무료 트랙, 프리미엄 트랙을 제공하고 있다. 무료 트랙은 아무 조건 없이 모든 유저가 실행할 수 있는 곡이며 프리미엄 트랙은 유저가 젬을 사용하여 실행할 수 있도록 하는 젬 구매전용 트랙과 유저가 캐시를 사용하여 실행할 수 있는 캐시 구매전용 트랙이 있다.
한 번 결제한 곡은 다시 결제할 필요 없이 영구적으로 트랙을 실행할 수 있다.
캐시는 게임 플레이와 별개로 현금을 결제하여 얻을 수 있다. 2012년 1월 16일부터 NHN의 한게임이 서비스하기 시작하면서 도입된 시스템으로, 1캐시당 10젬의 환율을 가지고 있다.
젬은 게임을 플레이하여 트랙을 클리어할 경우 EXCELLENT, GOOD, MISS의 비를 따져서 얻은 랭크가 높을수록 보상인 젬을 차등 지급받을 수 있다. 또, 캐시를 젬으로 전환할 수 있다.

## 음악
오투잼 아날로그는 현재 약 170개의 곡을 운영하고 있다.
오투잼 아날로그는 오투잼 온라인의 곡을 가져오는 방법, 오투잼 온라인의 곡을 리메이크하는 방법, 새로 곡을 만드는 방법, 오투잼 아날로그의 곡의 난이도를 높여서 HD 버전으로 재제작 하는 방법 등으로 지속적으로 곡을 업데이트하고 있다.
각 트랙의 난이도는 처음 설정된 난이도와 다르게 업데이트로 상향 및 하향 조정될 수 있다.

### 라벨
오투잼 아날로그는 음악을 다음과 같이 라벨별로 구분한다. 트랙을 선택할 때 트랙 썸네일 오른쪽 하단에 라벨이 그려져 있다.
현재 게임 상에선 블루 라벨의 트랙이 없고, 스타터 라벨의 곡은 1개밖에 없다.
1.G (골드 라벨): 최상의 퀄리티로 제작된 블록버스터급 음원
- Sv (실버 라벨): 완성도 높은 오투잼 음원
- Br (블루 라벨): 대중가요나 OST와 같이 라이센스가 존재하는 음원
- R (레드 라벨): 대중가요와 같은 느낌을 내는 오투잼 오리지널 음원
- Bl (블랙 라벨): 매니아 유저층을 위해서 제작한 고난이도 음원
- St (스타터 라벨): 처음 시작하는 초보 유저들을 위한 쉬운 음원
- P (플래티넘 라벨): 특수 이벤트 음원 혹은 고퀄리티 음원

## 오투잼 아날로그 한게임 이관
한게임은 오투잼 아날로그를 인수한 후, 2012년 1월 16일 오투잼 아날로그의 대격변이라고 할 만큼의 큰 패치를 진행했다. 캐시 충전 제도를 도입하고 원래 무료 트랙이었던 일부 트랙에 대하여 프리미엄 트랙으로 전환한 대신 보상으로 받는 젬의 양을 늘리고, 판정을 더 엄격하게 하였으며, 퀄리티 높은 다수의 곡을 런칭하였다. 그러나 이관 이후 많아진 렉 현상과 최적화가 되지 못하는 현상 및 튕김 현상, 기존에 무료였던 트랙까지 프리미엄 트랙으로 바꾼 패치 및 일시정지 시 재도전 버튼 삭제 등 자잘한 불편함으로 유저들의 원성을 샀다. 이 렉 현상과 최적화 불가 현상은 2012년 2월 21일 대부분 수정되었다.

## 오투잼 U
오투잼 U (O2Jam U)는 대한민국의 게임 개발사인 모모가 개발한 스마트폰용 리듬게임이다.
2012년 5월 말 한국과 일본을 제외한 애플 앱스토어에 먼저 출시되었으며, 2012년 8월 8일 한국과 일본 애플 앱스토어에도 출시되었다.
오투잼 U는 오투잼 아날로그와는 별도의 오투잼 시리즈의 하나로, 기존 안드로이드 스마트폰만 지원이 가능했던 오투잼 아날로그와 달리 iOS 스마트폰 유저들의 서러움을 해결해 줄 수 있었다.
오투잼 U는 오투잼 아날로그와 다르게 변속 시스템과 노트 배치 재설정 시스템 등 오투잼 아날로그보다 다양한 게임 플레이를 즐길 수 있도록 했다.
또한 오투잼 아날로그와 다른 인터페이스와 K-Pop 최신곡 지원으로 유저들의 많은 사랑을 이끌어 2012년 8월 14일 DAU(일일방문자) 10만의 기록을 달성했다.
하지만 아직 오투잼 U에는 지원 가능한 곡들이 오투잼 아날로그에 비해 모자라다는 단점을 가지고 있다.
안드로이드 버전의 오투잼 U는 구글 플레이 스토어와 T 스토어 그리고 올레 마켓에서 내려받는 것이 가능했으나, 2018년 1월에 서비스가 종료되어 받는 것이 현재는 불가능하다.

## 오투잼 Shoot
2012년 6월 4일에 출시한 오투잼컴퍼니에서 서비스하는 스마트폰 리듬게임이며, 오투잼 시리즈의 하나이다. 동그란 노트가 선을 따라 내려오는 플레이 방식이 특징이다. 그래서 여지껏 오투잼 시리즈들과는 많은 차이점을 보인다. 오투잼 U가 글로벌 출시되고 얼마 되지 않아 출시되었다.
국내에도 출시되고 사람들이 많이 구매하여 인기를 얻으면서 시즌 2로 업데이트를 했다. 하지만 업데이트 이후 난이도의 상승과 판정도 왕소금이 되면서 많은 유저들이 불평을 토했다. 2012년 12월 13일 이후 어떠한 업데이트도 이루어지지 않고 있다.

## 오투잼 POP
2013년 4월 17일 안드로이드로 MONSTER SMILE INC.에서 제작하고 (주)오투잼컴퍼니에서 서비스했던 리듬게임. 페이스북 연동의 SNG 게임이다. 많은 인터넷 기사를 통해 오투잼 Pop에 대해 언급이 많이 되었다. 가칭은 오투잼 One으로, 출시되기 전 '카톡 연동으로 출시 될 것이다'라는 설이 돌았었다.
2013년 4월 11일 오투잼 Pop 관련 영상이 최초로 공개되었고, 게임 방식은 밑에서 위로 올라오는 노트를 타이밍에 맞게 터치하는 방식이다. 노트를 누를 때는 해당 라인의 터치스크린 아무데나 터치해도 된다. 현재는 서비스가 종료되었다.

## 뮤직 & 비트
2016년 4월 1일 안드로이드로, 6월 17일에 iOS로 모비릭스에서 퍼블리싱하고 오투잼컴퍼니에서 개발한 리듬게임. 기존 오투잼 시리즈의 IP를 기반으로 제작되어 기존 오투잼 U와 유사하며 오투잼 시리즈의 외전 정도되는 게임이다. 정확히는 오투잼 2의 프로토타입으로 제작된 게임이라고 한다. 실제로 현재의 오투잼 2의 정보가 공개되기 전에 오투잼 2로 소개된 바 있다.
2017년 10월 22일, 플레이 스토어 및 앱 스토어 모두 애플리케이션이 내려갔으며 이전에 다운로드 받았다면 접속은 가능하나 네트워크 에러로 무료곡을 제외한 구입한 곡들을 싱글플레이 혹은 멀티플레이가 불가능한 것으로 보인다. 그리고 어느 유저가 문의에 대한 답변으로 서비스 종료되었다는 내용을 언급하면서 서비스 종료가 확실시 되었다.
2019년 6월 27일, 오투잼 - 뮤직 & 게임이 iOS에서 출시했는데 뮤직 & 비트의 UI를 비롯한 각종 시스템들까지 대부분 차용하면서 사실상 뮤직 & 비트가 해당 게임의 전신이 되었음을 공식적으로 인증한 셈 되었다. 현재는 안드로이드도 서비스하는 중이다.
게임 모드는 3K, 4K, 5K로 총 3가지의 모드가 존재하며, 난이도는 EASY, NORMAL, HARD로 총 3가지의 난이도가 존재한다. 3K 모드에선 EASY 난이도만 존재한다.
판정에서는퍼펙트(Perfect), 그레이트(Great), 굿(Good), 배드(Bad), 미스(Miss) 총 5개 판정으로 오투잼 U보다 2개 판정이 더 생겼다. 미스 판정을 제외한 나머지 판정에서는 콤보가 끊기지 않는다.
또한 롱노트 판정이 오투잼 U와 달라졌다. 뮤직 & 비트에서는 롱노트에서 미스 판정이 날 경우, 지정된 롱노트 수만큼 미스로 간주된다.
달라진 점으론 오투잼 U에 잼 콤보가 있다면 뮤직 & 비트에는 피버가 존재한다. 원하는 만큼 쌓았다가 직접 발동시켜야하는 잼 콤보와 달리 일정 구간마다 2배, 3배, 4배 순으로 쌓이는 형태로 최대 콤보 수인 4배 이후로는 쌓이지 않고 계속 유지된다. 미스 판정이 하나라도 날 경우 초기화된다.
패시브 형태로 바뀐 형태 때문에 빌드라는게 존재했던 오투잼 U와 달리 빌드가 존재하지 않는다. 오히려 얼마나 미스 판정을 내지 않는가가 스코어링의 최대 관건이 되었다. 
랭크는 ★, SSS, SS , S , A , B , C , D , E 랭크로 오투잼 U보다 세분화가 이루어졌다. 하지만 본인이 무난하게 완주 가능한 곡들은 A 랭크 이하를 보기도 힘들 정도로 랭크 산정 방식이 후하다. 
무료곡들은 오투잼 U의 미션곡과 달리 20개의 미션 곡을 순차적으로 완주해야 20개의 곡을 기본적으로 무료로 플레이 할 수 있다. 
2016년 12월 기준, Free1과 Free2로 나뉘었으며, Free1은 10곡, Free2는 5곡해서 총 15곡으로 기존보다 5곡이 줄어들었다. 한 가지 달라진 점이 있다면, Free2는 매월 연주 가능한 곡이 바뀐다는 점이다.
2017년 10월 22일을 기점으로 사실상 서비스 종료에 접어들게 되면서 유일하게 플레이할 수 있는 곡들이다.
오투잼 U와 달리 멀티플레이가 가능하다. 구글 계정을 기반으로 구글 게임에 로그인을 하고 프로필을 만들어야 플레이가 가능하다.
하루에 최대 3번까지 디스크 1개 씩 소모하여 플레이 가능하며, 이후로는 다이아를 2개 씩 소모해야 플레이가 가능하다. 자정이 지나면 다시 디스크로 플레이가 가능해진다.
난이도 별로 플레이어가 매칭되며 3K는 EASY만, 4K와 5K는 NORMAL과 HARD[4]만 플레이 가능하다. 게임 모드는 EASY 난이도를 제외하고 4K 또는 5K로 임의대로 정해진다.
곡은 플레이어의 구매 여부 혹은 난이도에 상관없이 임의대로 정해진다. 미션곡을 제외한 나머지 곡들은 전부 다 구매해야하는 상황임을 감안하면 나쁘지 않은 시스템이다.
오투잼 U에 비해 배속 단계가 더 늘어났다. 1배속부터 10배속까지 조절이 가능하다.
오투잼 U에 비해 기본적으로 배속이 빠른 편이다. 물론 한 단계 차이날 정도는 아니며 동배속을 기준으로 뮤직 앤 비트 쪽이 미묘하게 빠른 편이다.
광고 시청을 통해 1개부터 최대 100개의 다이아 획득이 가능하다. 한 번에 최대 5회 시청이 가능하며 횟수 당 15분씩 기다려야 다시 광고 시청이 가능해진다. 광고 시청 5회 당 500원에서 최대 5만원(이론상으론)에 해당하는 다이아를 제공받는다고 생각하면 편하다.
광고 시청 시작 시점에서는 광고 시청 횟수가 5회 모두 채워져있고, 광고 시청 1회 당 1 다이아만 준다는 전제 하에 10 다이아의 곡들은 통상적으로 1시간 15분, 20 다이아의 곡들은 2시간 30분, 30 다이아의 곡들은 3시간 45분 정도 투자해야 구매가 가능한 셈이다.

## 오투잼 아날로그 최고난이도 곡
5키 하드 모드 기준 최고난이도 곡은 아래와 같다.
- 2011년 6월 23일: Invitation (Lv. 10)
- 2011년 6월 24일: 아시나요 (Lv.11)
- 2011년 6월 25일: 신세계 Black (Lv. 17)
- 2011년 6월 26일 ~ 7월 30일: Invitation II (Lv. 19)
- 2011년 7월 31일 ~ 9월 6일: Black Swan (Lv. 24)
- 2011년 9월 7일 ~ 2012년 2월 15일: Identity Part 4 (Lv. 27)
- 2012년 2월 16일 ~ 7월 18일: BSPower Explosion (Lv. 29)
- 2012년 7월 19일 ~ 2013년 3월 6일: Xeroize (Lv. 30)
- 2013년 3월 7일 ~: Plasma gun (Lv. 31)

## 오투잼 아날로그 수록곡 목록
- Invitation
- 아시나요
- 신세계 Black
- Invitation II
- Revival On
- 마녀
- Hide and seek
- Electro Fantasy
- Memoryer
- Distance
- V3
- Light
- Black Swan
- 휘파람
- Clementi Sonatina
- Shine

17. 死月2
- Bach Toccata
- 어떤 좋은 날
- Marvel Super Miracle
- Chopin Black Keys
- Sunshine Love
- ICE ICE ICE
- 여름은 두근두근
- Show Me The Love
- Imagination
- Identity Part 4
- Wonderland
- Rage Of Fire

- %10
- 은월애
- Couple Breaking
- %qw
- %S
- Visual Dream II (In Fiction)
- Desperado
- 숨기지마
- 언제나 그대의 천사
- Super Luminal
- Beethoven's Fire
- Turn A
- OX1311
- Amadeus
- 크리스마스의 기억
- End of Fight
- 월광

한게임 이관 후 곡목록
- Black Dragon
- Until You Come Back
- Brass Sensation
- 캉캉
- Direct Injection
- Pink Gold
- The Raven
- Wonderland (Adventure Mix)
- 일상탈출
- Blade II (Live Mix)
- Voice of Passion
- Hyperion
- Tocatta & Fuga
- Feel The O2Jam
- The Platinum Waves
- Identity Part 2
- Brahms Innovation
- Revival On HD (Eng Ver.)
- Angeli Brucia
- BSPower Explosion
- 신세계 Black HD
- V3 HD
- 작은 꿈
- Distance (Memme Cosmic Mix)
- 마음 약해서
- Invitation II HD
- Spread Clever
- 바람아 멈추어다오
- Sonic Power
- Marvel Super Miracle HD
- Gypsy Tronic
- Gypsy Tronic HD
- 설레임
- 두근두근..고백
- 사랑의 향기
- 영원한 사랑
- Extreme Fantasy
- 바람의 날개
- The Ashtray (Final Lap)
- Frequency
- Perfume
- 전선을 넘어
- 숙명의 격전
- 전장의 메아리
- Silicon
- Turn A HD
- Jailbreak
- Jump To Summer
- Super Sonic Girl
- Xeroize
- Super Luminal HD
- 합창

- 死月2 HD
- Placebo Dying
- Just 1 Night
- 발퀴레의 기행
- Black swan HD
- Monster Express
- Driving Lazy Bee
- Trance World
- Astronomas
- Cross Time
- Rusty Sky
- End of fight 2 (Round 2)
- Love Fighter
- Reincarnation
- 유령의 축제
- 유령의 축제2 (Sneak)
- Earth Quake
- 커피 한잔
- R3
- Couple Breaking HD
- 사랑은 창밖에 빗물같아요
- Sky of the earth
- 꿈속의 신부
- Move It On(DJ HD mix)
- 얄미운 사람
- Memoryer HD
- 메일라이더
- Start on (RED)
- Turkish March
- Time attack (BLUE)
- Dual Racing RED:BLUE
- Romantic Horse

모모 이관후 곡목록
- We Luv 02jam
- The Trace(Mash Up)
- Volcano
- Don't Stop
- Hypernova
- 철거예정
- The Queen
- HELIX
- Luv Luv Melody
- Plasma Gun
- K.M.T
- Oblisque
- U-NIVUS
- Hades In The Heaven
- PARANOIA
- Love Cluber
- Cat Symphomy
- Persona
- BooBoo
- 입시지옥 (Final Round)
- 너하고
- Dragon Eyes
- Take Off
- Come With Me
- Sky Of The Ocean
- Hello Immortal Ocean
- Tender Voice
- Rose Holic
- NEW Astronomas
- Field Of Dreams
- Cycling!

- %EXT
- Reharmonize
- In My Dream
- Red Sign
- Dance For you
- Black Water
- Identity
- Drop The WASHBOARD
- FLASHBACK
- CLOSER
- Identity Part 5
- Dope DrowN DoLL
- Come Out Of There
- Misplaced Shadow
- Romantic of Beach
- Uranium
- Magical Vacation
- ASHITA NO ASHIOTO
- Feel The My Soul
- Mouzeiik
- Thanatos
- BS Power BigBang
- Warak The Entertainer
- Por Una Cabeza
- Maria Elena
- Individual Bounce
- Bach Imitation
- Jam On The Breaks

업데이트 중단

## 오투잼 아날로그 대표 작곡가
- Memme
- Warak
- SHK
- M2U
- S.I.D-Sound
- FE (Forte Escape)
- ESTi
- r300k
- Pory
- Brandy
- Beautifulday
- Zeron
- Kaz
- Kevin
- modeK
- nao.paradigm
- Studio Doma

## 같이 보기
- 오투잼